# Eero Salonen
Pour les articles homonymes, voir Salonen.
Eero Salonen, né le 25 juillet 1932, à Helsinki, en Finlande et décédé le 22 mai 2006, en Thaïlande, est un ancien joueur finlandais de basket-ball.